# Saint-Bon
Saint-Bon ist eine französische Gemeinde mit 94 Einwohnern (Stand: 1. Januar 2022) im Département Marne in der Region Grand Est (vor 2016 Champagne-Ardenne). Sie gehört zum Arrondissement Épernay und zum Kanton Sézanne-Brie et Champagne.

## Geografie
Saint-Bon liegt etwa 80 Kilometer ostsüdöstlich des Pariser Stadtzentrums. Umgeben wird Saint-Bon von den Nachbargemeinden Montceaux-lès-Provins im Norden und Westen, Courgivaux im Norden und Nordosten, Escardes im Osten und Nordosten, Bouchy-Saint-Genest im Süden sowie Villiers-Saint-Georges im Südwesten.

## Bevölkerungsentwicklung
| Jahr                       | 1962 | 1968 | 1975 | 1982 | 1990 | 1999 | 2006 | 2011 | 2018 |
| -------------------------- | ---- | ---- | ---- | ---- | ---- | ---- | ---- | ---- | ---- |
| Einwohner                  | 120  | 101  | 84   | 74   | 65   | 64   | 91   | 110  | 109  |
| Quellen: Cassini und INSEE |      |      |      |      |      |      |      |      |      |

## Sehenswürdigkeiten

Kirche Saint-Bon

- Kirche Saint-Bon